# Соту-Суарис
Со́ту-Суа́рис (порт. Souto Soares)  —  муниципалитет в Бразилии, входит в штат Баия. Составная часть мезорегиона Северо-центральная часть штата Баия. Входит в экономико-статистический микрорегион Иресе. Население составляет 12 198 человек на 2006 год. Занимает площадь 1095,850 км². Плотность населения — 11,1 чел./км².

## Статистика
- Валовой внутренний продукт на 2003 год составляет 22 886 611,00 реалов (данные: Бразильский институт географии и статистики).
- Валовой внутренний продукт на душу населения на 2003 год составляет 1709,10 реалов (данные: Бразильский институт географии и статистики).
- Индекс развития человеческого потенциала на 2000 год составляет 0,604 (данные: Программа развития ООН).

## География
Климат местности: полупустыня.